# Læssøesgades Skole
Læssøesgades Skole i Aarhus er en statelig treetagers bygning fra 1921, 16. april i 2021 fyldte skolen 100 år, som løbende er blevet moderniseret ind i sin tid. I 2016 er opført en skatepark i den tidligere skolegård ud mod Læssøesgade.
Skolen blev  opført i 1921 i den sydlige del af byen. Den har form som en aulaskole,  der som type blev introduceret i Århus få år tidligere ved opførelsen  af Samsøgades Skole. Skolen er opført i nybarok i røde teglsten på en  sokkel af granit. Dens fire hjørnepartier er fremhævet som hjørnerisalitter med refendfugning og lisener.
I  1916, det besluttedes at bygge en ny skole for drenge og piger i den  sydlige del af byen, "hvor by og land mødes". Endnu en gang valgte man Ludvig A. Petersen  som arkitekt, og Læssøesgades Skole stod ved indvielsen 16. april 1921  som et fuldgyldigt udtryk for de ideer om en aulaskole, som for første  gang var kommet til udtryk ved opførelsen af Samsøgades Skole  få år forinden. Med ikke mindre end 31 normalklasser var Læssøesgade  større end Samsøgade, men vigtigere var det givetvis, at det firlængede anlæg og den hertil hørende aula  denne gang var overdækket i niveau med taget med stort et ovenlysvindue, og ikke som i Samsøgade i 1.sals højde. En elev fra  1930'erne husker dog skolen for sin knugende arkitektur, bygget som en blanding af fæstning og palads, så man rigtig følte sig lille og ubetydelig.
Med Læssøesgades Skole havde Aarhus fået en flot skole, men også en dyr skole. Samsøgades Skole havde kostet 400.000,  Læssøesgade kom til at stå byen i knap 1,5 mill. 1. Verdenskrig og den hermed forbundne inflation  forklarede i det væsentlige budgetoverskridelsen, og det skulle i  øvrigt vise sig, at investeringen på langt sigt var rigtig.  Befolkningstilsvæksten i området var stor, og fra 1930 til 1960 havde  skolens et elevtal på mellem 1000 og 1300. 
Fællesklasser af drenge og piger  oprettedes i 1946, eksamensmellemskolen indførtes i 1949, og i 1961  kunne Læssøesgades Skole som den første skole i byen sætte en 10.klasse  med 12 piger og 4 drenge på skemaet.
Fra begyndelsen af november  1942 forhindrede tysk tilstedeværelse, at skolen kunne fungere på  stedet, og undervisningen måtte under vanskelige vilkår fortsættes på Ingerslevs Boulevards Skole.  I dag kan man stadig se at tyskerne brugte skolen, i kælderen under  "drengetrappen" havde tysker indrettet en kachot til deres egne soldater  her kan man stadig se tilbageholdte soldaters inskriptioner. Endnu mere  problematisk blev det, da også denne skole i det tidlige forår 1945  blevet tvunget til at lukke, men allerede i juni samme år var rengøring  og ekstraordinære istandsættelsesopgaver gennemført så vidt, at elever  og lærere kunne vende tilbage til skolen i Læssøesgade.
Et  naturhistorisk museum i Aarhus havde været på vej længe, da Aarhus Byråd  i 1920 gav tilsagn om, at de samlinger, som gennem nogen tid havde haft  et midlertidigt hjemsted i Frimurerlogen i Christiansgade, kunne  flyttes til bedre egnede lokaler i Læssøesgades Skole og udstilles dér.  Fra sommeren 1923 til indvielsen af museumsbygningen i  Universitetsparken i efteråret 1939 holdtes museet således åbent for  publikum i lokaler på øverste etage i Læssøesgades Skole.
Skolen har fredningsstatus: Bevaringsværdi 2.